# Кацгютте
Кацгютте (нім. Katzhütte) — громада в Німеччині, розташована в землі Тюрингія. Входить до складу району Заальфельд-Рудольштадт. Складова частина об'єднання громад Бергбанрегіон/Шварцаталь.
Площа — 28,69 км2. Населення становить 1257 ос. (станом на 31 грудня 2021).

## Галерея

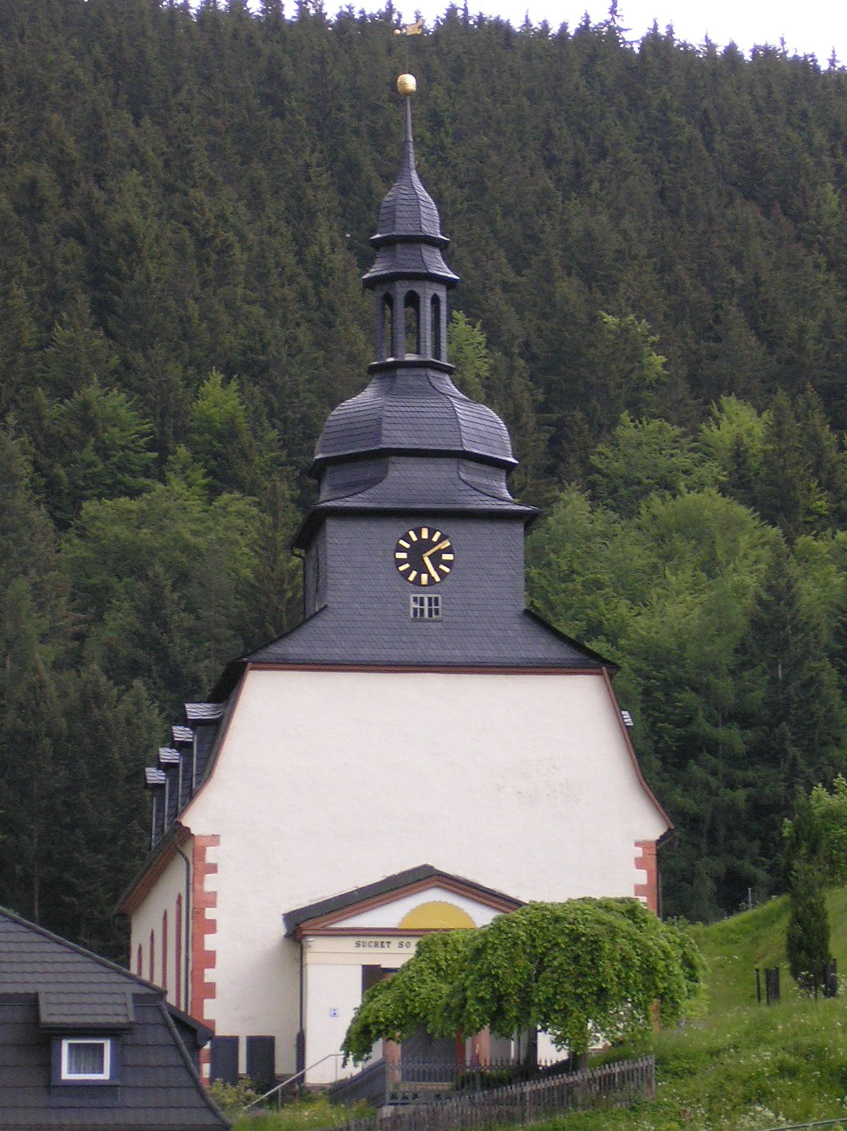
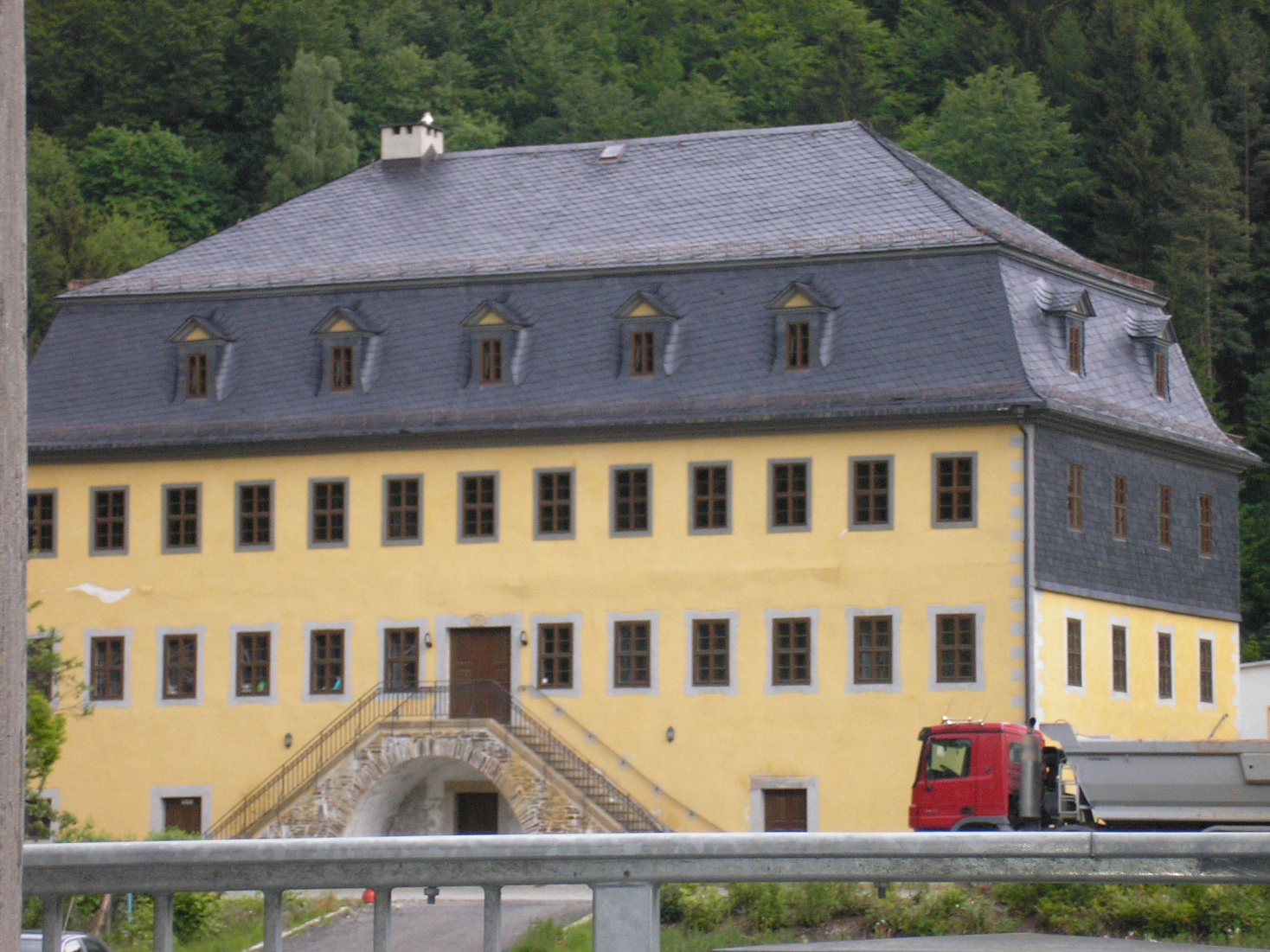
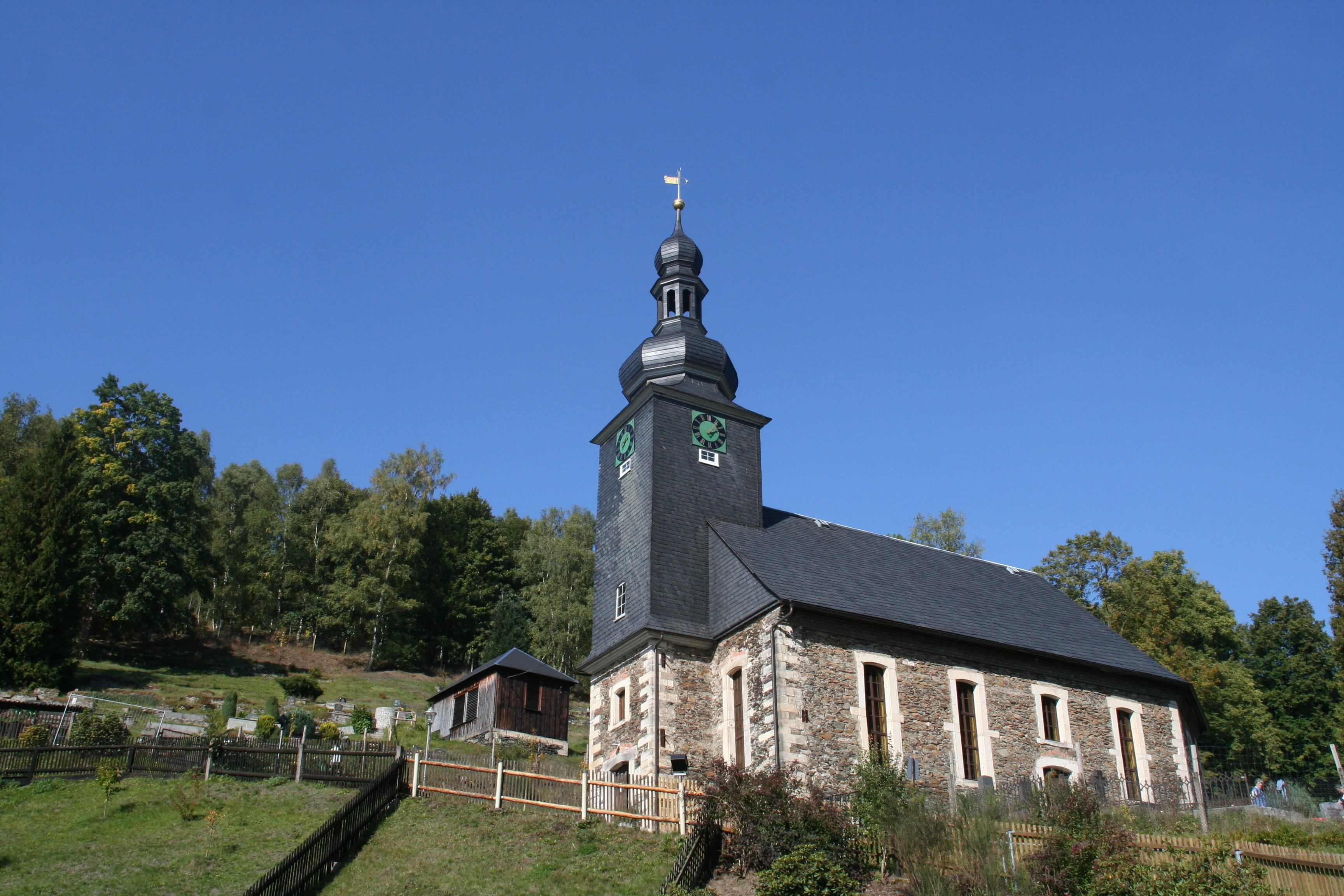
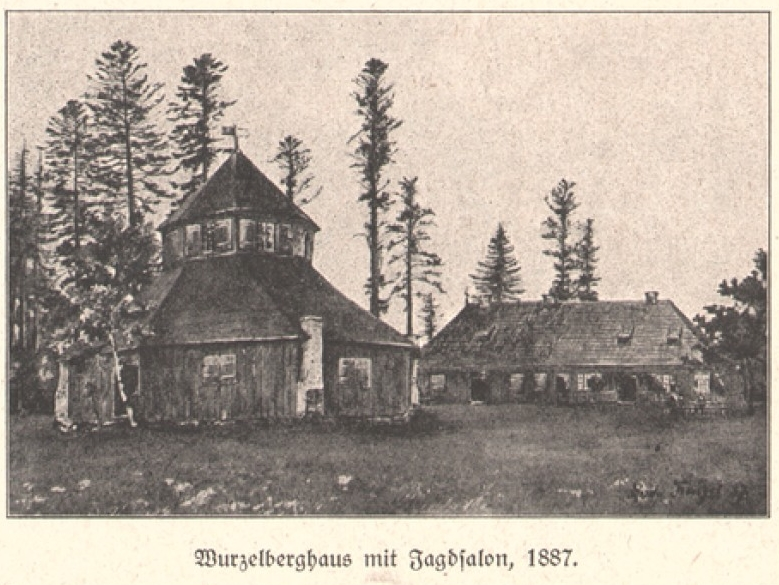
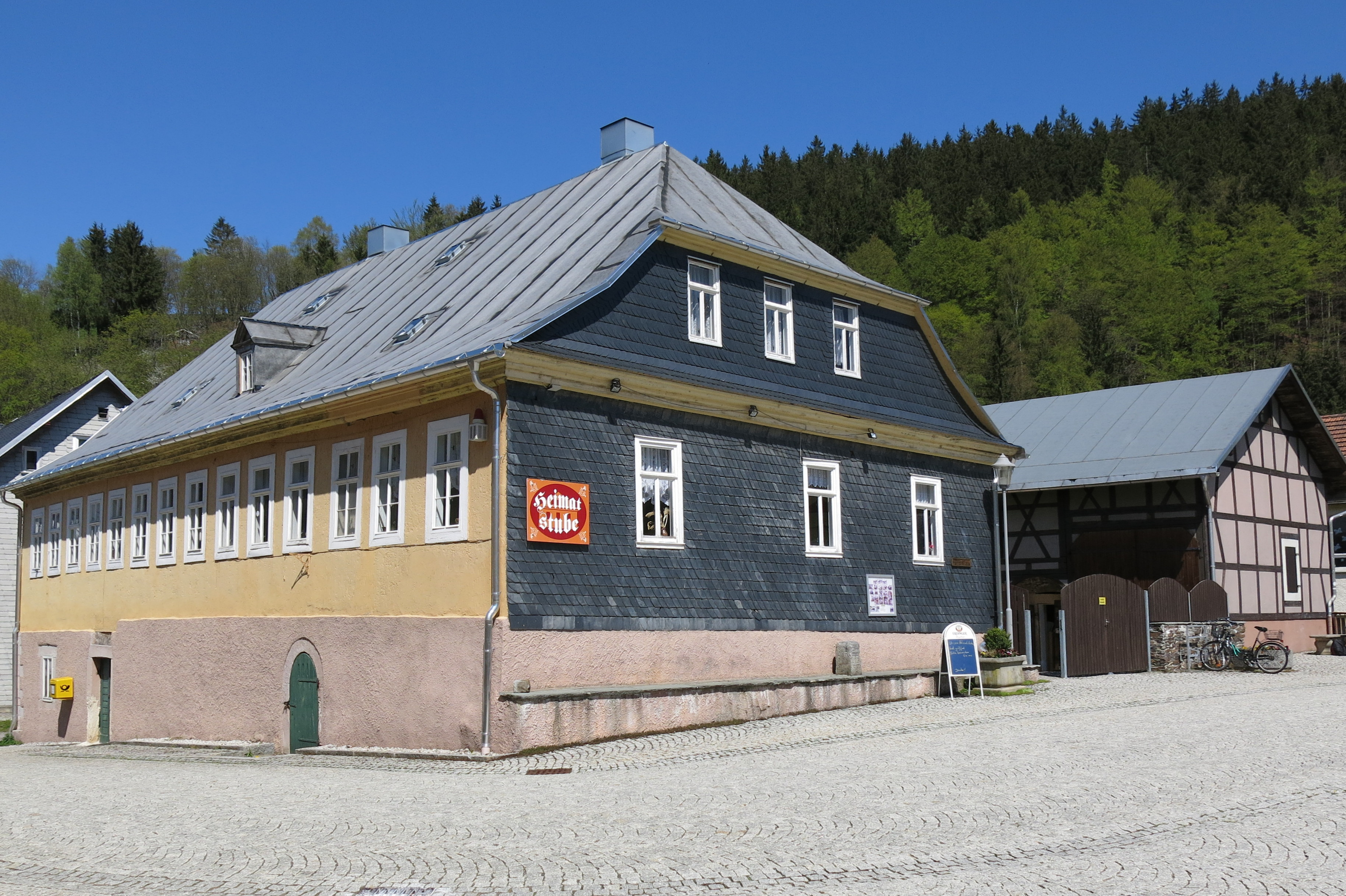